# Neocosmospora solani
Espèce
Synonymes
- Fusarium solani Sacc., 1881
- Haematonectria haematococca
- Nectria haematococca Berk. & Broome[1] (1875)

Neocosmospora solani (synonymes Nectria haematococca, Haematonectria haematococca) est une espèce de champignons ascomycètes parasites de plantes, de la famille des Nectriaceae.
Il est plus connu sous sa forme asexuée : Fusarium solani qui, en se combinant avec des bactéries (par exemple : Rhizobium radiobacter, Aeromonas et Pseudomonas) peut former des biofilms très résistants au chlore, dans les piscines y compris.

## Incidences
Le Fusarium solani peut donner de façon rarissime des petites pathologies de l'ongle, mais seulement chez les personnes dont les défenses immunitaires sont très affaiblies .
Sous une lentille de contact, il semble aussi pouvoir exceptionnellement provoquer des kératites,,
Il peut donner des formes graves de méningites nosocomiales.

## Utilisations
Cette espèce fait partie d'un groupe de quelques champignons dont la capacité à biodégrader (en incubateur) le benzo(a)pyrène a été démontrée (30 % du polluant biodégradé en 9 jours, en incubateur... d'autres espèces de ce groupe sont Penicillium cnaescens, Cladosporium cladosporioides et Talaromyces helicus).

## Synonymes

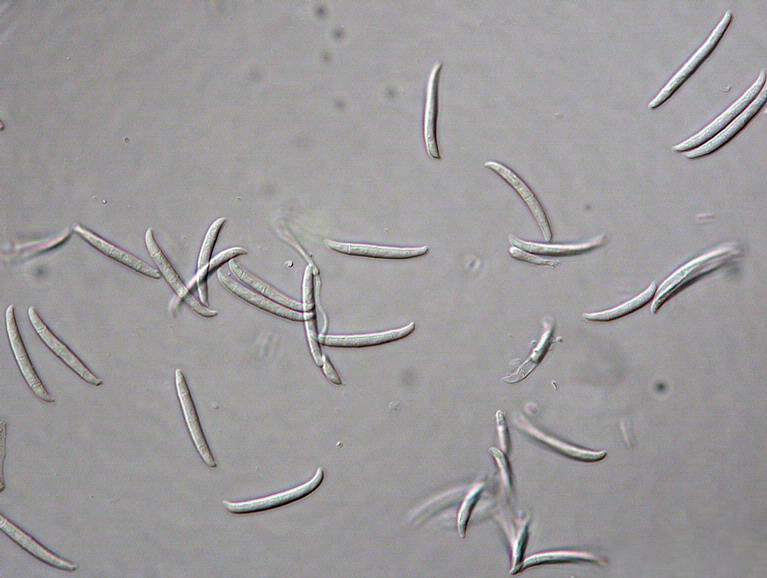
Spores asexuées.

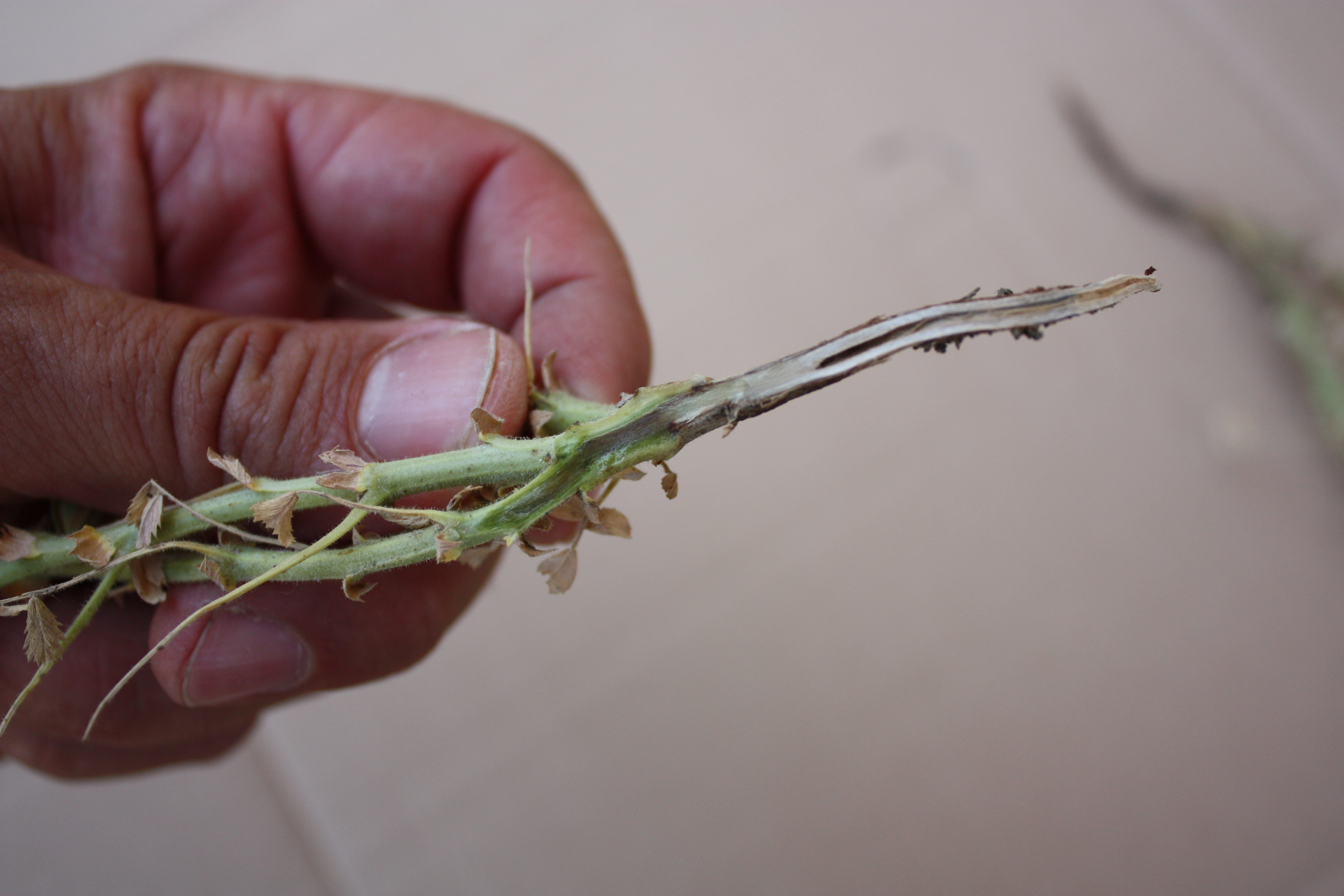
Section de la racine pivotante d'un plant de pois-chiche affecté par Fusarium solani f.sp. pisi. Brunissement cortical provoqué par la colonisation des hyphes fongiques.

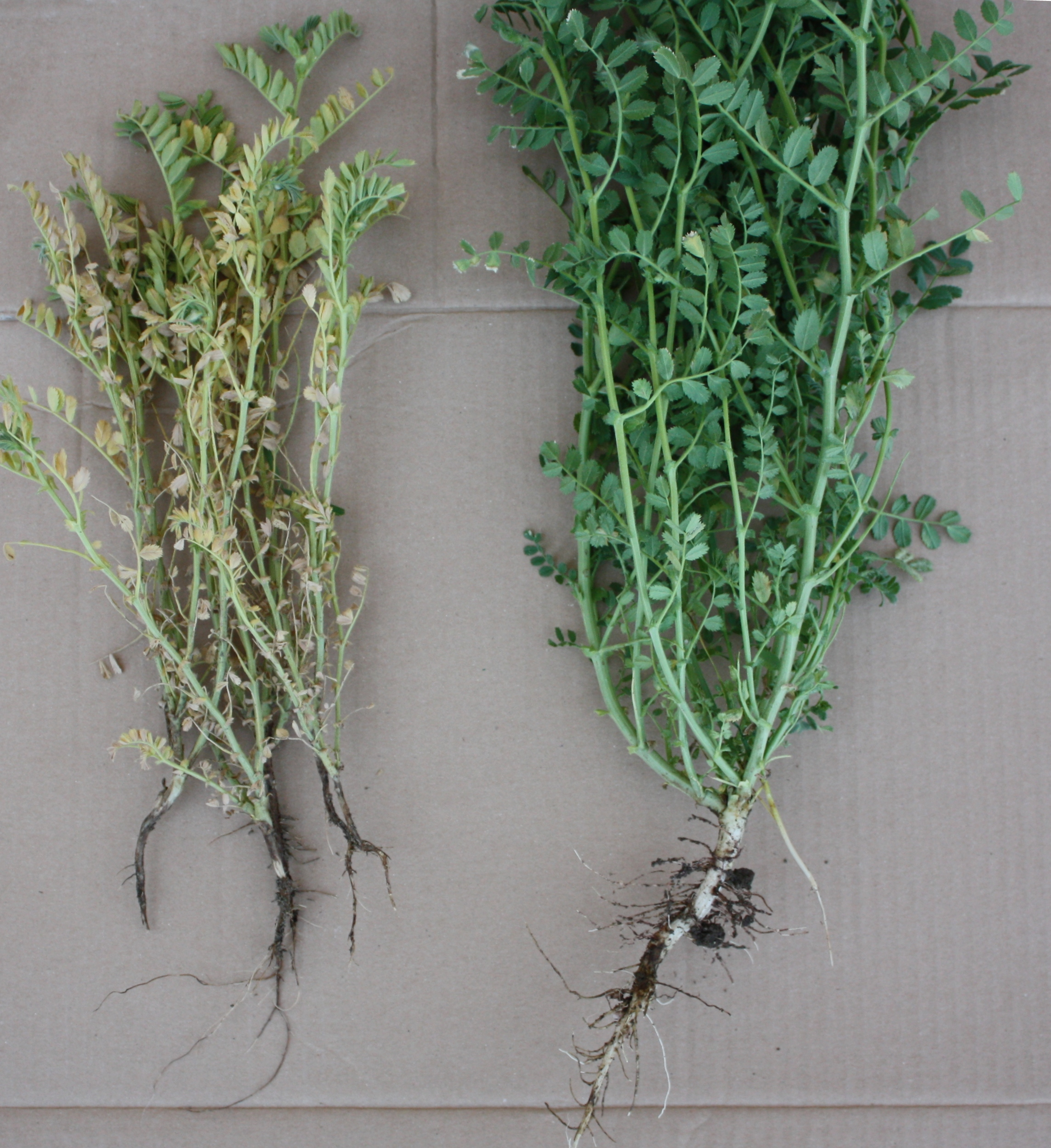
Comparaison entre un plant de pois-chiches affectés par Fusarium solani f.sp. pisi et une plante saine.

- Cucurbitaria haematococca (Berk. & Broome) Kuntze
- Dialonectria haematococca (Berk. & Broome) Cooke
- Fusarium aduncisporum Weimer & Harter
- Fusarium eumartii C.W.Carp.
- Fusarium javanicum Koord.
- Fusarium javanicum var. radicicola Wollenw.
- Fusarium martii Appel & Wollenw.
- Fusarium martii var. caucasicum Raillo
- Fusarium martii var. minus Sherb.
- Fusarium martii var. viride Sherb.
- Fusarium solani (Mart.) Sacc.
- Fusarium solani var. aduncisporum (Weimer & Harter) Wollenw.
- Fusarium solani f. batatas T.T.McClure
- Fusarium solani f. cucurbitae W.C.Snyder & H.N.Hansen
- Fusarium solani var. cyanum Sherb.
- Fusarium solani f. eumartii (C.W.Carp.) W.C.Snyder & H.N.Hansen
- Fusarium solani var. eumartii (C.W.Carp.) Wollenw.
- Fusarium solani var. javanicum (Koord.) Q.M.Ye
- Fusarium solani f. lupini Weimer
- Fusarium solani var. martii (Appel & Wollenw.) Wollenw.
- Fusarium solani var. medium Wollenw.
- Fusarium solani var. minus Wollenw.
- Fusarium solani f. nicotianae Prasad & Patel
- Fusarium solani f. radicicola (Wollenw.) W.C.Snyder & H.N.Hansen
- Fusarium solani f. robiniae Matuo & Y.Sakurai
- Fusarium solani var. striatum (Sherb.) Wollenw.
- Fusarium solani var. subfuscum Sherb.
- Fusarium striatum Sherb.
- Fusisporium solani Mart.
- Haematonectria haematococca (Berk. & Broome) Samuels & Rossman
- Hypomyces cancri (Rutgers) Wollenw.
- Hypomyces haematococcus (Berk. & Broome) Wollenw.
- Hypomyces haematococcus var. cancri (Rutgers) Wollenw.
- Nectria cancri Rutgers
- Nectria cancri f. aurantii Av.-Saccá
- Nectria haematococca Berk. & Broome
- Nectria haematococca f.sp. piperis F.C.Albuq. & Ferraz
- Neocosmospora martii (Appel & Wollenw.) Sand.-Denis & Crous[8]